# Ilaria Mauro
Ilaria Mauro (født 22. maj 1988) er en italiensk fodboldangriber, der spiller for Inter Milan i Italiens Serie A. Hun har også spillet for det italienske landshold.